# Ron Jones
Ron Jones (nascido em Kansas City, Kansas, em 7 de julho de 1954) é um compositor americano conhecido por escrever músicas para programas de televisão, como Star Trek: The Next Generation, Duck Tales, American Dad! e Family Guy.

## Trabalhos

### Programas de televisão
- DuckTales (1987–1988) The Walt Disney Company
- Star Trek: The Next Generation (1987–1991) Paramount Pictures
- Superman (1988) Ruby-Spears Productions
- Chip 'n Dale Rescue Rangers (1989–1992) The Walt Disney Company
- Family Guy (1999–present) Fox Broadcasting Company
- Padrinhos Mágicos (tema de abertura) (2001–presente) Nelvana/Nickelodeon/Frederator Films
- American Dad! (2005–presente) Fox Broadcasting Company

### Filmes
- One Hundred and One Dalmatians (re-lanrçamento de 1970)
- A Goofy Movie (1995, com Buddy Baker)
- DuckTales: Treasure of the Lost Lamp (1990)
- Casper's Haunted Christmas (2000)